# Vackra flickors lott
Vackra flickors lott, en bok av Alexander McCall Smith, med karaktärerna i böckerna om damernas detektivbyrå. I Vackra flickors lott tar de reda på vilken av de flickor som ställer upp i en skönhetstävling som är en "duktig flicka", och J L B Matekoni är inte sig lik.